# 甘姆塞魯格山
47°09′33″N 9°20′13″E / 47.159284°N 9.33698°E

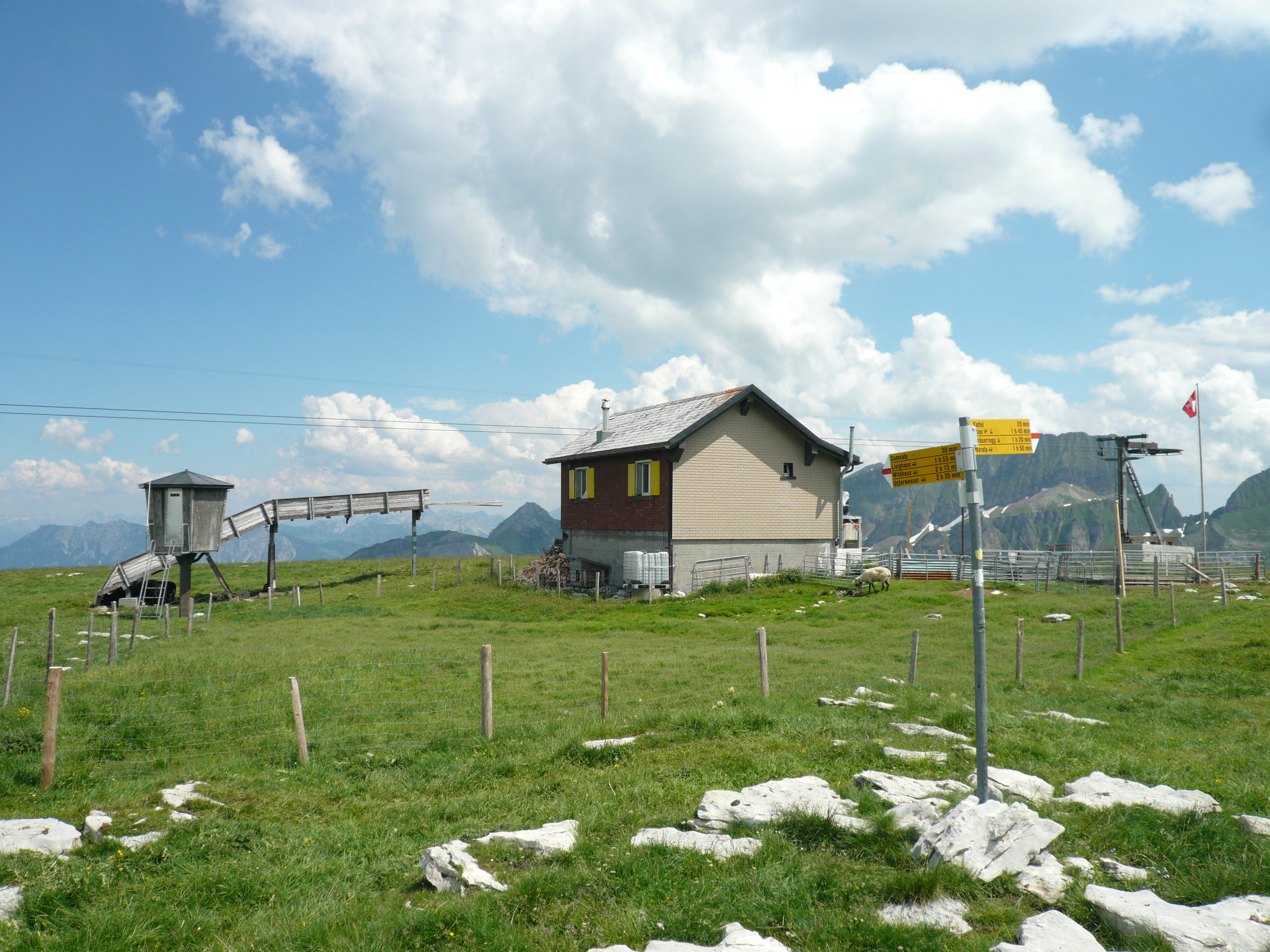

甘姆塞魯格山（德語：Gamserrugg），是瑞士的山峰，位於該國東北部，由聖加侖州負責管轄，距離歇塞魯格山1.1公里，海拔高度2,076米，每年平均降雨量1,954毫米。